# Magazyn Amiga
Magazyn Amiga – miesięcznik wydawany w latach 1992–1997 przez wydawnictwo Lupus, a w latach 1997–1999 (dokładniej: od numeru 11/1997 do 08/1999) przez Wydawnictwo MMM. Był największym polskim miesięcznikiem poświęconym komputerom Amiga.

## Historia
Redaktorem naczelnym (oraz od 1997 roku – wydawcą magazynu) był Marek Pampuch. W sumie ukazały się 83 numery czasopisma. Od września 1997 roku część nakładu ukazywała się z płytą CD pod nazwą Magazyn Amiga CD. Początkowo dodawano ją raz na kwartał, od numeru majowego z 1998 r. co dwa miesiące.